# 레프테르 퀴취칸도니아디스
레프테르 퀴취칸도니아디스(튀르키예어: Lefter Küçükandonyadis, 1924년 12월 22일~2012년 1월 13일)는 그리스계인 터키의 전 축구 선수이다. 터키 이스탄불 뷔위카다섬에서 태어났으며, 이스탄불 쉬쉴리에서 숨졌다.
선수 시절 터키의 페네르바흐체 SK에서 주로 뛰었으며, 이탈리아와 프랑스에서도 각각 1년간 활약하였다.
그는 하칸 쉬퀴르가 기록을 깨기 전까지 22골로 터키의 A매치 최다 득점자였다. 이 골들 중에 1954년 FIFA 월드컵 대한민국과의 조별 예선 경기에서 2골, 서독과의 플레이오프에서 1골을 기록하였다.